# 屯留区
屯留区是中国山西省长治市所辖的一个市辖区。面积为1042平方公里，區人民政府駐麟絳街道東大街51號。
屯留是资源大县、历史名县、革命老区、神话之乡、和谐之邦。2007年屯留县连续第五次被国家科技部评为“全国科技先进县”；被国家农业部表彰为“全国粮食生产先进县”；跻身全国农机百强县。

## 地理

### 区位
屯留区位于山西省东南部上党盆地西侧，地势西高东低，山区、丘陵、平川三种地形兼有，境内山水相间，生态良好。地理位置优越，北可达省城太原，东越太行直达冀鲁，南经泽州毗连中原，西跨太岳通陕甘。

### 河流
主要河流3条，其中绛河最大，境内全长81.2公里。

## 历史
屯留悠久历史，夏代属冀州。商、周时代为黎侯领地，距今已有2500多年历史，从韩国时开始立县，原名纯留，唐武德五年迁至获壁村，县名也更名为屯留。“后羿射日”、“张良得兵书”、“王翦战屯留”的传说老少皆知。屯留是块红色的土地，是东北抗联英雄魏拯民的故乡，朱德、彭德怀、邓小平、刘伯承等老一辈革命家都在这里留下光辉的足迹。著名的上党战役主战场就在屯留的老爷山，在这里打响了全国解放的第一枪。
屯留县名起源于春秋时期赤狄的支属留吁。如果再往前追溯，还要述及他们的老祖先鬼方及鬼方的别部余无之戎。
晋国主要是面临赤狄的威胁；赤狄是晋国的近邻，他们以所处的地域被分为东山皋落氏、留吁、潞氏、甲氏、铎辰等不同支属。其中的留吁为潞子国领地，就居住在今屯留县一带。前593年，晋将士攻入今屯留境内灭留吁。从此，今屯留及上党地区始统归晋国版图。
留吁被晋国占领后，晋人改称这里为“纯留”。“纯”在当时有“大”、“善美”等含义，纯留一名可能是晋人对留吁景观赞美。古代“纯”还通“屯”，故纯留又作屯留。“屯留”之名形成于战国时期初。
西汉初，在战国屯留故城置屯留县，旧址在今屯留县南5公里古城村。同时在余无之戎故地置余吾县，两县隔绛河相望，都属上党郡。东汉末，余吾县并入屯留县，现余吾古城遗址尚存，今称余吾镇。三国、魏、晋时，都沿袭东汉的建制。
北魏时，屯留县境分为三县：北魏景明元年（500年）划出屯留县西部及今安泽县东部组建寄氏县，县治在今屯留县西南70里，约在八泉附近，皆属上党郡。建义元年（528年）又将北部原余吾县地划属建义县，县治在今襄垣县南，县以年号命名。不久，寄氏又并入屯留。
北齐时，取消屯留建制，将屯留并入长子。隋开皇十六年（596），恢复屯留建制，仍属上党郡。唐、五代时，沿袭隋代建制，改属潞州府。宋建中靖国元年（1101），属河东路（故平阳府，今临汾）隆德府（潞安府）。元至元三年（1266）屯留并入襄垣，后于襄垣分治，皆属潞州府。明嘉靖八年（1529）至清，屯留都属潞安府。民国初年屯留属冀宁道，后属长治专员公署。抗日战争时期属太岳区，1941年2月划分屯留、漳西两县，1942年3月改划分屯留、襄漳（漳西、襄西两县合并为襄漳县）两县。1945年9月恢复屯留建制，属长治地区。
中华人民共和国成立后，屯留属晋东南专署。1958年与长子县合并为屯长县，属晋东南地区。1961年，屯长县撤销，重置屯留县，仍属晋东南地区。1985年5月，撤销晋东南地区，屯留归属长治市。

## 行政区划
屯留区下辖1个街道办事处、6个镇、4个乡：
麟绛街道、上村镇、渔泽镇、余吾镇、吾元镇、张店镇、丰宜镇、李高乡、路村乡、河神庙乡、长治市屯留区西流寨综合服务中心、长治市屯留区康庄综合服务中心和长治市屯留区上莲综合服务中心。

## 人口
2007年底全县总人口25.99万人，男性人口 13.36万人，女性人口12.62万人，男女性别比106︰100，全年人口出生率11.14‰，比上年下降0.36个千分点；人口自然增长率5.49‰，比上年下降 -0.16个千分点。人口密度每平方公里 227 人。少数民族10个，共 121人。
根据(山西省)长治市第七次全国人口普查公报显示：屯留区常住人口为253756人。 2019年2020初全区总人口为274245人，比上年末增加516人。

## 交通
屯留县距市区、长治飞机场、长治火车站车程仅20分钟。交通四通八达，太长高速、长晋高速、长邯高速、长临高速四条高速在屯留立交。208、309国道贯穿南北东西。自古有“雄称四塞”、“古韩要地”、“三晋通衢”之称。

## 特产
- 青椒、尖椒：屯留古有米粮川之称，今有蔬菜县之誉。因地肥水美、昼夜温差大，故发展蔬菜得天独厚，尤其是青椒、尖椒等茄果类菜更为上乘。
- 小杂粮：屯留属湿润大陆性气候，山区、丘陵面积大，且远离“三废”污染源，群众素有种植小杂粮的历史习惯。
- 黄大豆、黑小豆、青大豆：生产加工的黄、黑、青大豆，是由该中心原料基地定点生产的春播大豆。
- 红小豆：也叫赤小豆，生产加工的红小豆个大粒圆，红润晶亮。其产地来自屯留县西部丘陵山区乡镇，其营养价值高。
- 绿豆：粒大圆匀，干净卫生，来源于西部山区乡镇。
- 豇豆：原料购于屯留县的西部丘陵山区基地，经过精选的豇豆，无杂质，颗粒大小一致。具有品质好、营养成分高，含有丰富的蛋白质、不饱和脂肪酸、纤维质、矿物元素以及有机酸等高级营养保健成份，而且还含有较高药用价值。
- “珍珠黄”小米：以其颗粒圆润，色泽金黄晶亮，煮粥入口喷香而享誉省内外，故名“珍珠黄”。该米曾为明清两代朝廷贡品，在党的十二大上进入人民大会堂餐桌，其营养价值较高。
- 玉米糁：经过精细加工而制成的。其营养丰富，每500克玉米糁中含蛋白质43克，脂肪22克，碳水化合物365克，尼克酸12克，且含有大量亚油酸、维生素E和酶等对延年益寿有效的成份。
- 三和面：一种风味独特的面食。生产出来的黄豆、红小豆、绿豆、豇豆、小麦，通过分类加工成粉，科学配制精细加工，自然风干而制成的。
- 西贾大葱：西贾大葱种植历史悠久，早在清朝年间就销往太原、河南各地。其特点根白如玉，叶色青翠，茎长叶短，辛辣味浓，贮存时间长，且有葱花落锅自然散开不粘连的特性。
- “盘秀”牌牛肉：“盘秀”牌牛肉、驴肉、牛尾、牛鞭、驴宝等系列产品，是屯留县盘秀肉制品有限公司生产的优质产品。配有名贵中草药及佐料26种，肉瘦味美，营养丰富，适合南北口味，老少皆宜。

## 经济

### 工业
屯留把推进工业新型化作为增强县域经济实力的重头戏，确立了“以地上地下资源为依托，着力打造新型能源和工业基地，加快推进工业新型化进程”的新思路。投资1854万元，道路设施大大改善；投资6.05亿元，建设500KV、220KV、110KV三座大型变电站工程，改善电力基础设施；投资2.3亿元，规划建设屯谷水库，确保企业生产用水；全县新上8个投资超过10亿元，税收超千万的新型化工业项目。80个投资千万元以上工业项目总投资达到870亿元。
通过努力，到2010年，全县新型能源和工业基地将形成2000万吨原煤、1000万吨洗精煤、350万吨焦炭、50万吨焦油、140万吨甲醇、60万吨电石、300亿度电、20万吨聚氯乙烯及20万吨配套烧碱、16万吨煤制油、2500吨多晶硅的生产规模，实现工业总产值260亿元。“梧桐”日趋枝繁叶茂，“凤凰”纷纷栖落，去年以来就有太行制药、康宝生物、昂生药业等10余家知名企业入驻屯留投资建厂。  

### 农业
屯留县把推进农业产业化作为新农村建设的总抓手，确立了“以发展现代农业为重点，以增加农民收入为核心，以实施标准化生产为切入点，着力打造现代农业和生态农业基地，加快推进农业生产化”的发展思路，明确提出了“突出一个重点”，抓好“八个推进”的具体措施。
一是做大做强龙头企业。政府在政策上优惠、资金上扶持，投资2.5亿元共建设农业化项目8个，使全县的农业产业化项目总数达到40余个；二是建设农业标准化示范基地。形成以老爷山生态园等三个农业生态园为带动，以优质杂粮、干鲜水果、绿色蔬菜、畜牧养殖为主导的农业标准化生产格局；三是加强农业基础设施建设。新修村通水泥路100公里，解决了农村6万人的饮水安全，新增节水面积0.8万亩，改善水浇地0.9万亩，新增农机总动力2300马力；四是加快发展中介服务组织。组建成立各类农民专业合作社30个，提高了农民的组织化程度；五是通过实施“万村千乡市场工程”，共完成了53家农资农家店的建设任务，促进了农产品的市场流通。

### 发展规划
建设小康屯留，努力实现屯留经济社会的新跨越。建设秀美屯留，努力实现统筹城乡发展的新突破。建设和谐屯留，努力实现屯留人民生活质量的新提高。

## 旅游文化
自然生态资源屯留县域地形呈长方形，南北宽25公里，东西长60公里，总面积1142平方公里，境内主要山脉有：
老爷山（又名麟山），位于县城西北25公里处，海拔高度1266米，乃远古神话传说羿射九乌之地；
盘秀山（古称鹿渎山）雄居屯留群山之首，海拔高度为1574米，位于县城西45公里张店镇境内，相传为炎帝诞生之所。有“连峰去天不盈尺，古松倒挂倚绝壁”之奇，此山岩岫盘曲，蜿蜒百余里，与上党关相连。山顶建有庙宇供奉先师、药王等圣仙，香火不断。
嶷山，海拔高度1021米，位于县城南5公里西贾乡境内，当年北魏孝文帝路经此处，疑此山有伏龙之状，遂命人挑断龙脉，但仍难挡此地巨龙腾起，后“潞州别驾”李隆基登龙位即应在此。因此“嶷山卧龙”成为屯留古八景之一。
白云山，海拔高度1015米，位于县城北10公里路村乡境内，乃汉丞相张良隐居之所。主要河流：县境内有三条较大的河流，即：绛河、岚河、谷河，属海河流域，漳河水系，浊漳河南源支流。绛河发源于盘秀山、瓮城山，由西向东横贯全县，汇入漳泽水库，全长81.2公里，中游修建中型水库一座，即“八一”屯绛水库；谷河上投资2.8亿元的屯谷水库正准备开工兴建。
屯留古八景：三嵕烟雨、宝峰碑影、开壁晴岚、八泉飞瀑、龙潭夜月、嶷山卧龙、绛河春涨、瓶城晓钟。
红色旅游：“上党战役主战场”，在这里曾打响了第二次国共内战的第一枪。邓小平、刘伯承、朱德、陈赓以及党和国家军队领导人的战斗和生活过的旧址至今仍存，
新兴旅游资源：府西休闲广场、屯留会堂、商贸中心等标志性建筑，东西呼应，东有城东森林公园，西有潞安花苑小区；南北夹击，南有嶷山植物生态园，青少年活动中心，北有绛河瓶城公园等供人们休闲、游玩、旅游、赏景的场所。 

### 文物古迹
国家级文物保护单位：路村乡姬村的宝峰寺等3处。
省级文物保护单位：上党战役老爷山革命战斗遗址、西贾乡西魏村脑张遗址、崇福院，上村双桥、路村乡王村魏拯民烈士故居、等9处。
主要旧址有：（1）位于老爷山的“上党战役旧址”纪念亭；（2）上莲贺家岭刘邓前线指挥所；（3）西村走马岭陈赓指挥所；（4）上莲王家渠上党战役磨盘垴战斗遗址；（5）渔泽镇寺底村的中共北方局晋冀豫党校旧址（八路军抗大一分校旧址）；（6）余吾镇老爷山战斗前方医院旧址；（7）吾元镇罗村抗日县政府旧址；（8）河神庙店上村“八一”水库烈士纪念亭；（9）路村乡王村魏拯民（东北抗联政委）旧居等。

## 教育

### 屯留一中
屯留一中创建于1947年5月，是上党地区最早的三所中学之一。著名爱国民主人士沈钧儒先生为学校题写了校匾。学校设在县城张贤街。屯留一中现已发展成为一所十轨制，具有30个教学班的高级中学。目前在校学生2000余名，教职工170多人，校园占地面积3.6万平方米，建筑面积2.39万平方米。